# 川岸近衛
川岸 近衛（かわぎし このえ、1938年1月19日 - 2022年5月21日）は、日本のジャーナリスト。読売新聞社論説副委員長や、証券取引等監視委員会委員などを務めた。

## 人物・経歴
1961年一橋大学経済学部卒業。大学在学中は宮崎省吾、平尾光司、飯沼健真、酒井武史らと学生運動に参加し、一橋新聞編集長も務めた。大学卒業後読売新聞社入社。1983年経済部次長。1988年論説委員。1992年論説副委員長。1998年証券取引等監視委員会委員。2004年三菱自動車工業企業倫理委員会委員。税制調査会特別委員、資金運用審議会専門委員、海運造船合理化審議会専門委員、航空審議会委員なども歴任した。
北海道支社勤務時代の1960年に、札幌市立山の手養護学校の生徒から王貞治宛のファンレターを託され、その後長く続きゴールデンスピリット賞へと到る同校への慰問のきっかけを作った。

## 著作

### 著書
- 『ヨーロッパ再発見』（読売新聞外報部編, 共著）読売新聞社 1978年
- 『日本の国際収支 : 構造変化と均衡への道』教育社 1979年
- 『巻き返すアメリカ経済 : 現地取材班リポート』（読売新聞経済部著）読売新聞社 1981年
- 『日章丸事件 : イラン石油を求めて』（読売新聞戦後史班編, 共著）冬樹社 1981年
- 『ルポ・アメリカNow』（読売新聞アメリカ取材団著）読売新聞社 1982年
- 『環太平洋の時代』（読売新聞経済部編, 共著）読売新聞社 1985年

### 訳書
- デビッド・レイ『首相はスパイ? : 英秘密情報機関の陰謀』読売新聞社 1990年